# Barstyčiai
Barstyčiai is een plaats in het Litouwse district Klaipėda. De plaats telt 659 inwoners (2001).